# کوه هینکهاوس
کوه هینکهاوس (به انگلیسی: Hinkhouse Peak) یک کوه در ایالات متحده آمریکا است که در شهرستان چیلان، واشینگتن واقع شده‌است. کوه هینکهاوس ۲٬۳۰۴٫۳۲ متر بالاتر از سطح دریا واقع شده‌است.